# Покрајина Разави Хорасан
Разави Хорасан (перс. استان خراسان رضوی; Ostān-e Khorāsān-e Rażavī) је једна од покрајина Ирана, од 31 иранске покрајине. Настала је 2004. године раздвајањем Хорасана на три покрајине. Налази се на сјевероистоку земље, граничи се са Јужним Хорасаном са југа, Покрајином Семнаном на западу, Сјеверним Хорасаном са сјеверозапада, државом Туркменистан на сјеверу и Авганистаном на истоку. Разави Хорасан се простире на 118,884 км², а према попису становништва из 2011. године у покрајини је живјело 5.994.402 становника. Сједиште покрајине је град Машхад.